# Ramesh Narayan
Ramesh Narayan (* 1950 in Mumbai) ist ein indisch-amerikanischer theoretischer Astrophysiker, Professor im Department of Astronomy der Harvard University. Ramesh Narayan erforscht den Akkretionsprozess an Schwarzes Löchern. Er war am Event Horizon Telescope involviert, das im Jahr 2019 das erste Bild eines Ereignishorizonts eines Schwarzen Lochs lieferte.
Ramesh Narayan promovierte an der Bangalore University im Jahr 1979. Nachfolgend arbeitete er als Wissenschaftler am Raman Research Institute in Bangalore und dem California Institute of Technology. Er nahm im Jahr 1991 eine Professur an der Harvard University an.
2013 wurde Narayan in die National Academy of Sciences gewählt.